# Charlotta Frölich
Pour les articles homonymes, voir Frölich.
Charlotta Frölich, née le 28 novembre 1698 à Gävle, décédée le 21 juillet 1770 à Uppsala, est une écrivaine, historienne, agronome et poète suédoise. Elle utilise parfois le pseudonyme de Lotta Triven. Elle est la première femme publiée par l'Académie royale des sciences de Suède. 

## Biographie
Charlotta Frölich naît le 28 novembre 1698. Elle est la fille du Conseiller Général Royal de Riga, le Comte Carl Gustaf Frölich, et de sa seconde femme, Beata Christina Cronström dont le père, Isak Cronström, était un ingénieur des mines et entrepreneur. Sa tante est l'écrivaine Eva Margareta Frölich.  
Charlotta Frölich a une enfance très stricte, privée de tout luxe et consacrée au luthéranisme et au travail. Son éducation comprend histoire, lecture, écriture, tâches ménagères et religion. Elle résiste au mariage pendant de nombreuses années souhaitant se consacrer à l'agriculture et à l'écriture. Elle est propriétaire du domaine d'Överbo qu'elle a hérité de sa mère, qu'elle cultive et qui possède un haut fourneau, où elle fabrique de la fonte. 
En 1735, elle épouse le comte Johan Funck, gouverneur de pays d'Uppland et poursuit ses travaux. Aucun de leurs quatre enfants, nés entre 1763 et 1743, n'atteindra l'âge d'un an.   
Elle est l'autrice la plus prolifique de son époque. En 1741 et 1742, elle devient la première femme publiée par l'Académie royale des sciences de Suède avec trois livres en sciences agricoles décrivant ses propres expériences et suggérant diverses inventions en agriculture. La seule autre femme publiée par l'Académie des sciences à l'Ère de la liberté est Eva Ekeblad. En 1759, elle publie un livre d'histoire. 
Sa vision se détériore et, en 1763, elle écrit un livre de prières comme trois autres de ses contemporaines suédoises : Elisabeth Stierncrona (1756), Brita M. Dubb (1741) et Hedvig Catharina Winge (1760). Elle explique qu'elle a délibérément simplifié son langage dans son ouvrage afin de rendre son écriture accessible aux femmes. Elle écrit également de la poésie, notamment des poèmes funéraires, comme pour celui dédié à Samuel Troilius en 1764. 
En 1768, elle devient l'une des deux suédoises, aux côtés de Françoise Marguerite Janiçon, à participer au débat sur les politiques économiques de l'État.  
Elle décède au château d'Uppsala, le 21 juillet 1770, à l'âge de 71 ans. 

## Publications
- Et ankommit bref om såningsmachinen under namn af Lotta Triven (1741), livre sur les sciences agronomiques
- Huru Norrlands bråkorn bör skötas i södre orterne i Swerige, beskrifwit af Lotta Triwen (1742), livre sur les sciences agronomiques
- I föregående ämne eller om ängeskötsel är ingifwit af Lotta Triwn (1742), livre sur les sciences agronomiques
- Swea och Götha christna konungars sagor, sammanfattade til underrättelse för Sweriges almoge och menige man, som af dem kunna lära, huru deras k. fädernesland ifrån flera hundrade år tilbakars blifwit regerat, samt se, huru på gudsfruktan, laglydnad, dygd och enighet altid följt Guds wälsignelse; men deremot synd, lagens och eders öfwerträdelse, samt oenighet, haft til påföljder swåra landsplågor, blodsutgiutelser, förödelser mm (1759), livre d'histoire
- Charlotta Frölichs Enslighets nöje, eller Gudeliga tanckar under en andäktig bibel-läsning yttrade i rim i anledning af åtskilliga anderika språk, som til enskylt ro och förnöjelse samt lefwernes förbättrel föbättrel föbf Tryckt i Upsala (1763), livre de prières
- Den utflugne bi-swärmen, eller Högwälborna fru grefwinnan - - NN: s. berättelse til herr - - - - - NN Om en af honom gifwen, men år 1768 förolyckad bi- stock eller bi-kupa. Jämte herr - - - - - NN: s swar på samma berättelse Stockholm, tryckt hos Lorens Ludvig Grefing 1768 (1768), livre politique[4].
- Poëme, till allmänheten, om folck-ökningen i Swerige (1768), poème[5].